# Бенцин
Бенцин (нем. Bentzin) — община в Германии, в земле Мекленбург-Передняя Померания.
Входит в состав района Деммин. Подчиняется управлению Ярмен-Тутов.  Население составляет 935 человек (на 31 декабря 2010 года). Занимает площадь 38,76 км².
Коммуна подразделяется на 6 сельских округов.